# Жерлаш (пролив)
Жерла́ш (англ. Gerlache Strait, фр. Détroit de Gerlache) — пролив вдоль побережья Антарктиды между архипелагом Палмер и Антарктическим полуостровом около 185 км в длину и от 9 до 40 км в ширину.

## История исследований
Вход в пролив был впервые обнаружен Немецкой антарктической экспедицией 1873−1874 годов и назван проливом Бисмарка. Однако только спустя более 20 лет Бельгийской антарктической экспедиции под руководством лейтенанта Адриена де Жерлаша на корабле «Бельжика» удалось пройти пролив с 23 января по 12 февраля 1898 года. Пролив был назван на французском языке Détroit de la Belgica — «в честь нашей страны и нашего корабля». После возвращения корабля название было изменено бельгийским Географическим обществом в честь руководителя экспедиции.
На южном побережье пролива находится несколько полярных станций: Браун (1951, Аргентина), Примавера (1977, Аргентина), Видела (1951, Чили), а также ряд закрытых в настоящее время полярных станций.